# Conella
Conella là một chi ốc biển, là động vật thân mềm chân bụng sống ở biển trong họ Columbellidae.

## Các loài
Các loài trong chi Conella gồm có:
- Conella ovulata (Lamarck, 1822)[2]
- Conella ovuloides (C. B. Adams, 1850)[3]